# Cossato
Cossato est une commune italienne d'environ 15 000 habitants, située dans la province de Biella, dans la région Piémont, dans le nord-ouest de l'Italie.

## Administration
| Période                                  | Période | Identité | Étiquette | Qualité |
| ---------------------------------------- | ------- | -------- | --------- | ------- |
|                                          |         |          |           |         |
| Les données manquantes sont à compléter. |         |          |           |         |

### Hameaux
Masseria, Cerro, Lavino, Bertinotto, Castellazzo, Ronco, Spolina

### Communes limitrophes
Benna, Candelo, Quaregna Cerreto, Crosa, Lessona, Massazza, Mottalciata, Strona, Valle San Nicolao, Vigliano Biellese